# Globales Risiko
Dieser Artikel wurde auf der Qualitätssicherungsseite des Portals Soziologie eingetragen. Dies geschieht, um die Qualität der Artikel aus dem Themengebiet Soziologie auf ein akzeptables Niveau zu bringen. Hilf mit, die inhaltlichen Mängel dieses Artikels zu beseitigen, und beteilige dich an der Diskussion. (Artikel eintragen)

Begründung: Begründung --Zulu55 (Diskussion) Unwissen 17:48, 27. Jan. 2013 (CET)
Globale Risiken sind Risiken, die in ihrer Art und Wirkung global sind, d. h. mit Auswirkungen, die über Weltregionen und Kontinente hinausgehen, und damit eine globale Bedrohung darstellen.
Die globalen (neuen) Risiken, die nach Ulrich Beck globale Katastrophen in Gang setzen können, erschüttern die institutionellen und politischen Grundlagen moderner Gesellschaften.
Globale Risiken sind in die Kategorien zu unterscheiden:
- Existenzielle Risiken, die die Existenz der Menschheit bedrohen.
- Globale – regenerative – Risiken, nationale Katastrophen, wie große industrielle Unfälle (Tschernobyl, Fukushima), Erdbeben, Vulkanausbrüche, Seuchen, Kriege (Erster und Zweiter Weltkrieg).

Katastrophen, der Art globaler – regenerative – Risiken, haben viele Male stattgefunden und den Menschen eine kulturelle Einstellung gegenüber diesen Risiken und deren Bewältigung gegeben („trial-and-error“).
Gegenüber den existenziellen Risiken fehlt jede Erfahrung, diesen zu begegnen.

## Globale naturbedingte Risiken
Globale naturbedingte Risiken (z. B. durch Seebeben ausgelöste Tsunamis, der Impakt eines Himmelskörpers) sind in ihrer Entstehung durch den Menschen nicht beeinflussbar, ihre Häufigkeiten und Auswirkungen sind jedoch anhand historischer Aufzeichnungen bestimmbar.
Zu den – die menschliche Zivilisation bedrohende – Risiken zählen, z. B. der Einschlag eines Asteroiden, ein massiver Vulkanausbruch oder ein globaler Atomkrieg.
Der Impakt eines ca. 2 km Durchmesser großen Asteroiden oder ähnlichen Objektes, dessen Häufigkeit mit 1E-6 pro Jahr geschätzt wird, besitzt ein solches Vernichtungspotential.
Ein großer Vulkanausbruch, der einen katastrophalen Klimawandel zu verursachen kann, ähnlich dem Toba-Vulkanausbruch, wird mit einer Häufigkeit von 2E-5 pro Jahr geschätzt.
Die Global Risk Data Platform stellt Informationen und Daten über die globalen Risiken von Naturkatastrophen aufgrund historischer Aufzeichnungen online zur Verfügung, wie tropische Wirbelstürme, Dürre, Erdbeben, Brände, Überschwemmungen, Erdrutsche, Tsunamis und Vulkanausbrüche. Durch Visualisierung der Ereignisse (die Orte ihrer Entstehungen) werden die globalen Risiken sichtbarer gemacht und durch Zoomfunktionen lassen sich unterschiedliche Risikobereiche darstellen (z. B. die historischen Tsunami-Ereignisse vor der japanischen Küste).
Eine Besonderheit bei der zukünftigen Entwicklung klimabedingter Extremereignisse ergibt sich aus dem Umstand, dass durch Dürren, Hitzewellen und Stürme die Aufnahmefähigkeit der Böden (Desertifikation, fortschreitende Wüstenbildung) und die der Pflanzen an Kohlendioxid stark zurückgeht und infolgedessen die Kohlendioxidmenge in der Atmosphäre ansteigt und damit auch die globale Erwärmung.
Damit entsteht ein sich selbst verstärkender Effekt auf die Kohlenstoffbilanz der Atmosphäre, dessen Einfluss heute Gegenstand intensiver Forschung ist. Durch den von Menschen verursachten massiven Ausstoß von Treibhausgasen ist das Katastrophenrisiko durch Klimaerwärmung auch den zivilisatorischen Risiken zuzuordnen, mit den entsprechenden Konsequenzen (siehe Klimapolitik).

## Globale zivilisatorische Risiken
Das maximale – durch den Menschen geschaffene – Vernichtungspotential besteht in den Atomwaffenarsenalen der Atommächte, dessen Gefährdungspotential (und Einsatzfähigkeit) nach wie vor existent ist. Während der – nunmehr 50 Jahre zurückliegenden – Kubakrise (von 1962) schätzte John F. Kennedy die Wahrscheinlichkeit eines nuklearen Krieges auf 33 % bis 50 %.
Bei den zivilisatorischen Risiken (z. B. des globalen Finanzsystems) stehen die systemischen Risiken im Vordergrund:
Ein systemisches Risiko ist der potentielle Verlust oder Schaden eines gesamten Systems, im Unterschied zum Verlust zu einer Einheit dieses Systems.
Die Besonderheit systemischer Risiken besteht darin, dass sie durch plötzliche Ereignisse ausgelöst werden, wobei sich im Laufe der Zeit ein Potential mit großen und katastrophalen Auswirkungen aufgebaut hat.

### Mechanismen systemischer Risiken
Mit zunehmender Globalisierung in allen Bereichen der Wirtschaft, Technik, Umwelt und Kultur steigen auch die Risiken mit globalen Auswirkungen.
Durch das Streben nach immer größerer Effektivität und höherem Gewinn findet in der globalen Wirtschaft eine immer intensivere Vernetzung und Bündelung der Wirtschafts- und Kommunikationsprozesse statt, die bislang unbekannte weltweite Abhängigkeiten und Risiken zur Folge haben. Wie die Finanzkrise von 2008 gezeigt hat, konnten sich über die ganze Welt kaskadenartig Schocks verbreiten.
Nach Nikolai Dmitrijewitsch Kondratjew durchläuft die Weltwirtschaft immer wiederkehrende Zyklen, die jeweils durch schwere wirtschaftliche Turbulenzen beendet werden. Die grundlegenden Mechanismen für das Kollabieren komplexer System, sei es nun in der Finanzwirtschaft oder einer komplexen Industrieanlage, sind immer dieselben. Charakteristisch für diese Systeme ist, dass sie aus einer praktisch nicht mehr überschaubaren Anzahl von Komponenten bzw. Funktionseinheiten bestehen und über vielschichtige Wirkungsstrukturen das gemeinsame Systemergebnis erzielen (vgl. Charles Perrow, „Normal Accidents“).
Die Ursachen globaler Schocks liegen nach Casti in der Komplexität der Systeme, welche wiederum aus zwei oder mehreren ineinander greifenden komplexen Systemen bestehen. Die Komplexität entwickelt sich schleichend bis zu einem kritischen Zustand, der in einen Systemzusammenbruch (dem „X-Ereignis“) münden kann.
Die Finanzkrise von 2008 zeichnete sich beispielsweise durch globale, undurchschaubare Abhängigkeiten zwischen den Finanzinstituten, hochkomplexe Finanzprodukte und eine unwirksame Finanzkontrolle aus (getragen von der Auffassung, der Markt regelt in einem ausreichenden Maß die Prozesse).
Der Reaktorunfall von Fukushima von 2011 offenbarte Lücken im hoch komplexen Sicherheitssystem sowie Schwachstellen in der Wirksamkeit seiner Überwachung durch eine enge Verbindung zwischen der Politik und dem Kraftwerksbetreiber.
Für – durch den Menschen dominierte – Systeme gibt es nach praktisch keine Daten und vertrauenswürdigende Modelle, um solche Entwicklungen vorherzusagen. Wir bewegen uns hier unwissend im Unbekannten (“unknown unknowns”). Lediglich der Grad an Komplexität – wie auch immer messbar – kann hier ein Indikator für die Instabilität des Systems sein.
Um die Kausalzusammenhänge der globalen Bedrohungen besser zu verstehen, sind die sichtbaren Indikatoren, die offenkundigen Schwächen in der Weltwirtschaft, wie wirtschaftliche Ungleichgewichte, stark schwankende Rohstoffpreise und Währungen, kolossale Staatsschulden und Haushaltsdefizite, von den nicht sichtbaren Treibern der dicht gewobenen Verbindungen zwischen den kommerziellen Informations- und Lieferketten der Weltwirtschaft zu unterscheiden.
Die Auswertung der Erfahrungen aus extremen Ereignissen / Naturkatastrophen soll genutzt werden, um die – den Ereignissen zugrunde liegenden – Schadensmechanismen zu erkennen und in internationalen Datenbanken erfasst und allgemein zugänglich gemacht werden, wie z. B. die „OFDA-CRED International Disaster Database“.
Die globalen Schocks haben nach auch eine positive Seite. Sie rütteln eingefahrene, verkrustete Strukturen in der Gesellschaft, den Regierungsinstitutionen und der Industrie auf und eröffnen einen großen Freiheitsraum für ein „neues Denken“, das ohne einen solchen Schock nicht möglich wäre.

### Risikomanagement
Internationale Institutionen empfehlen zur Gefahrenabwehr durch Umweltkatastrophen auf nationaler Ebene die systematische Anwendung von Risikomanagement (RM). Hierfür soll die multinationale Zusammenarbeit zur Identifikation der Gefahren und Risiken verbessert und intensiviert werden:
- OECD Reviews of Risk Management Policies – Future Global Shocks: Improving Risk Governance. 2011[18]
- UN – International Strategy for Disaster Reduction (ISDR): A system to support worldwide activities to identify and monitor disaster risks. 1999[19]
- UN – Global Risk Identification Programme (GRIP): National Disaster Observatories and National Risk Information Systems to integrate all existing disaster and risk related information and make it available to all potential users. 2007[20]
- World Bank – Global Facility for Disaster Reduction and Recovery (GFDRR): The principal goal is to reduce human suffering and economic loss caused by natural and man-made disasters. 2006[21]
- EU Commission – Risk Assessment and Mapping Guidelines for Disaster Management: To improve coherence and consistency among the risk assessments undertaken in the Member States at national level. 2010[22]
- G20 / OECD – Disaster Risk Assessment and Risk Financing: The value of Disaster Risk Management. 2012[23]

Mit diesen Programmen sollen insbesondere die Länder mit hohem Katastrophenpotential (wie Erdbeben, Vulkane, Hochwasser, Erdrutsch, Dürre, Waldbrand) in der Anwendung des Risikomanagements unterstützt werden, um die Risiken besser analysieren und verstehen zu können. (Improving disaster risk management capacity in member countries.)
Hierzu zählen insbesondere die Schulung der nationalen Institutionen zum Aufbau nationaler Risikomanagement-Systeme, die Erfassung und Speicherung einheitlicher Daten über naturbedingte und technologische Gefahren, die Entwicklung von Analyse-Werkzeugen, internationale Standards zum RM sowie der Austausch über bewährte Verfahren („Best practice“).
Dieses „neue Wissen“ hat in verschiedenen Ländern bereits auch Eingang in die Schulbücher gefunden und fördert eine Kultur zur Katastrophenvorsorge.
Die wesentlichen Bestandteile des Katastrophen-Risikomanagements sind:
- Analyse des Katastrophenrisikos durch Identifikation der Gefahren (Bedrohungen) und Ermittlung der Gesamtbreite der möglichen Auswirkungen sowie deren Wahrscheinlichkeiten unter Benennung der – der Analyse zugrunde liegenden – Unsicherheiten. Berücksichtigung des gesamten Spektrums möglicher Katastrophen, ihrer Verursacher (Underlying drivers) unter Verwendung historischer Ereignisse und Trends (wie Klimaveränderung, Terrorismus, industrielle Unfälle).
- Vermittlung der Risikoergebnisse (Risk Communication) an die Entscheidungsträger und Bevölkerung. Da die Risikoanalyse im Allgemeinen komplex und für den Laien nur schwer nachzuvollziehen ist, sollten die Ergebnisse möglichst einfach dargestellt werden. Zur Transparenz und Nachvollziehbarkeit der Analyse sind die verwendeten Methoden (einschließlich der Expertenschätzungen), Quellen, Daten, Annahmen und Grenzen der Analyse zu nennen. Die Ergebnisse der Analyse sollten durch eine unabhängige Institution überprüft werden.

## Ansätze zur Bewertung von Katastrophen-Risiken

### Europäische Union
Die EU entwickelt – im Zeitrahmen bis 2014 – eine europäische Richtlinie über die Methoden zur Analyse und Erstellung von Risiko-Plänen in den europäischen Ländern (Risk assessment and mapping guidelines for disaster management).
Damit soll die Anwendung der Risikomethoden in den einzelnen Mitgliedsländern gefördert sowie die Vergleichbarkeit der Analysen und Ergebnisse ermöglicht werden. Die bereits vorliegenden Erfahrungen über nationale Risikoermittlungen in verschiedenen Ländern (insbesondere in UK, NL, DE, SE, FR, USA, Australia, Canada) werden dabei genutzt.
Die EU-Richtlinie umfasst die Analyse aller naturbedingten und durch den Menschen verursachten Katastrophen, wie Überflutungen, Dürre, Erdbeben, Waldbrände, landwirtschaftliche Risiken, Pandemien, industrielle Unfälle, Nuklearrisiken. Davon ausgenommen sind kriegerische und terroristische Ereignisse. Die Risikoergebnisse sollen – gestützt auf historische Erfahrung – soweit möglich auf quantitativen Wahrscheinlichkeitsgrößen basieren.
Die Risiko- und Gefahren-Pläne (Risk / Hazard maps, siehe auch Gefahrenzonenplanung) in risikorelevanten geografischen Gebieten sind wichtige Bestandteile der Risikoprävention in den Ländern, indem sie die Transparenz und Kommunikation über die Risikoergebnisse zwischen den gesellschaftlichen Gruppen fördern. Gleichermaßen liefern sie die Grundlage für die Entscheidungsfindung über die vorrangigen Risiken und die Maßnahmen zu deren Verhinderung.
Die Durchführung der „nationalen Risikoanalyse“ ist Aufgabe in den einzelnen Mitgliedsländern, die zentral von einer autorisierten Organisation geleitet und koordiniert werden muss.
Hochwasser mit ihren grenzüberschreitenden Wirkungen stellen in Europa die größten Katastrophen-Risiken dar. Die Risikopläne für Hochwasser sind dementsprechend am meisten entwickelt und haben 24 europäische Länder und Organisationen zu deren Erstellung zusammengeführt (Cross-border Dimension of Risk Assessment). Hierzu wurde von der EU die Richtlinie 2007/60/EG über die Bewertung und das Management von Hochwasserrisiken erstellt.

### WeltRisikoBericht
Der WeltRisikoIndex beziffert für 181 Staaten weltweit das Risiko infolge extremer Naturereignisse und wird im WeltRisikoBericht jährlich veröffentlicht.
Das Katastrophenrisiko, das für ein Land oder eine Region ermittelt wird, berücksichtigt nicht nur den Teil der Risikosanalyse aus Wahrscheinlichkeit und Auswirkungen des Katastrophenereignisses, sondern auch die sozialen, politischen und Umweltfaktoren des Landes, wie sie sich im Katastrophenfall auswirken.
Die Vulnerabilität der Gesellschaft betrifft die Anfälligkeit, Bewältigungskapazität und Anpassungsfähigkeit der Bevölkerung eines Landes auf das betroffene Naturereignis. Sie wird im Rahmen der Risikoermittlung aufgrund der Lebensbedingungen der Menschen des Landes ermittelt, wie Infrastruktur, Wohnsituation, medizinische und Katastrophen-Vorsorge, Bildung, Umweltschutz.
Die Risikoanalyse der Naturgefahren basiert auf dem Erfahrungsstand aus den Jahren 1970–2005, betreffend Überschwemmungen, Wirbelstürme, Erdbeben und Dürren. Diese umfassen 74 Prozent aller Naturgefahren und 88 Prozent aller durch Naturgefahren verursachten Todesopfer.
In der Dekade 2002–2011 wurden weltweit 4.130 Katastrophen dokumentiert, denen über eine Million Menschen zum Opfer fielen.
Im weltweiten Risiko-Ranking der 15 Länder mit dem höchsten Risiko befinden sich 8 Inselstaaten, die durch Naturgefahren wie Wirbelstürme, Überschwemmungen und den gegenwärtig beobachteten Meeresspiegelanstieg in besonderem Maße ausgesetzt sind.
Die Niederlande liegen hinsichtlich der Gefahrenexposition auf Rang 12 der am stärksten gefährdeten Staaten weltweit. Durch soziale, ökonomische, ökologische und institutionelle Faktoren reduziert sich das Katastrophenrisiko der Niederlande erheblich und liegt auf Platz 51.
Nach verhindern Katastrophen die Entwicklungsfortschritte der Gesellschaften, und dieser Mangel erhöht wiederum das Katastrophenrisiko. Um diesen Teufelskreis zu durchbrechen, müssen nachhaltige Strategien zur Reduzierung der Katastrophenrisiken entwickelt werden.

### Weltwirtschaftsforum
Zur Untersuchung der globalen Risiken wurde 2004 vom Weltwirtschaftsforum das „Global Risk Network“ gegründet.
In den Untersuchungen zu den aktuellen globalen Risiken kommt es zu folgenden Ergebnissen:
- Wirtschaftliche Unterschiede und soziale Ungleichheit zwischen den Staaten stellen ein Risiko dar, das eine Umkehrung der Erfolge durch die Globalisierung bewirkt (2012[29]).
- Die Welt ist heute durch die anhaltende wirtschaftliche Schwäche stärker gefährdet, sie untergräbt unsere Fähigkeit den ökologischen Herausforderungen zu begegnen (2013[30]).
- Die globalen Risiken werden wesentlich durch zunehmende Abhängigkeiten zwischen den internationalen Finanzensystemen, Versorgungsketten, der Gesundheit, Energie, des Internets und der Umwelt bestimmt, die zu kaskadenartigen Schocks führen können. Durch die zahlreichen und komplexen Verschaltungen der globalen Risiken sind verlässliche Vorherzusagen sehr schwer möglich (2014).[31]

#### Methode
Der Ermittlung der globale Risiken liegen 50 Risiko-Kategorien aus fünf Bereichen der Wirtschaft, Geopolitik, Umwelt, Gesellschaft und Technologie zugrunde. Die Risiko-Kategorien werden hinsichtlich ihrer Wahrscheinlichkeit (L-Likelihood) und Schwere (I-Impact) – wie sie sich in einem Zeitrahmen über die nächsten 10 Jahre entwickeln können – jeweils in einem Wertebereich von 1 (niedrig) und 7 (hoch) eingeschätzt. Ihre Ermittlung erfolgt durch Befragung von ca. tausend Experten, deren Ergebnisse jährlich in den „Global Risks Reports“ veröffentlicht werden.
Die wesentlichen Ziele der Untersuchungen sind die Identifizierung der Veränderungen der globalen Risiken von Jahr zu Jahr, die Erkennung der Risikotreiber, die Vernetzung von Risiken und die Benennung von Strategien zur Eindämmung der globalen Risiken.
Um die Risiken zu erkennen und zu vermeiden, ist es notwendig, die ihnen zugrunde liegenden Ursachen zu erkennen. Sie haben ihre Wurzeln in einer komplexen Kette von Ereignissen, die im Laufe der Zeit aus sozioökonomischen Faktoren, Umweltbedingungen und individuellem Verhalten entstehen. Diese Kausalkette bietet viele Ansatzpunkte für Interventionen.

#### Ergebnisse der Risikoeinschätzungen
Die Ergebnisse der Risikoermittlung sind in der nachfolgenden Tabelle dargestellt, wobei jeweils die ermittelten 5 Risiko-Kategorien mit den höchsten Wahrscheinlichkeiten (L-Likelihood) sowie den größten möglichen Auswirkungen (I-Impact) aufgeführt sind.
| Risikokategorien / Bewertungsjahre                      | 2007 | 2008 | 2009 | 2010 | 2011 | 2012 | 2013 | 2014 |
| ------------------------------------------------------- | ---- | ---- | ---- | ---- | ---- | ---- | ---- | ---- |
| Wirtschaft                                              |      |      |      |      |      |      |      |      |
| Schwere Einkommensunterschiede                          |      |      |      |      |      | L    | L    | L    |
| Chronische Haushaltsungleichgewichte                    |      |      |      |      |      | L/I  | L/I  |      |
| Bedeutende systemische finanzielle Fehler               |      |      |      |      |      | I    | I    |      |
| Extreme Schwankungen der Energie- und Agrarpreise       |      |      |      |      | I    | I    |      |      |
| Finanzkrisen                                            |      |      | I    | L/I  | I    |      |      | I    |
| Preisverfall der Vermögenswerte                         | L/I  | L/I  | L/I  | L/I  | I    |      |      |      |
| Personalabbau durch Globalisierung                      | I    | I    | L    | I    |      |      |      | L/I  |
| Verlangsamung der chinesischen Wirtschaft (<6 %)        | L    | I    | L    | L    |      |      |      |      |
| Erdölpreisspitzen                                       | L/I  | L/I  | I    | I    |      |      |      |      |
| Umwelt                                                  |      |      |      |      |      |      |      |      |
| Steigende Treibhausgasemissionen                        |      |      |      |      |      | L    | L    |      |
| Meteorologische Katastrophen                            |      |      |      |      | L    |      |      | L    |
| Hydrologische Katastrophen                              |      |      |      |      | L    |      |      | I    |
| Verlust der biologischen Vielfalt                       |      |      |      |      | L    |      |      |      |
| Klimatologische Katastrophen                            |      |      |      |      | L/I  |      |      | L/I  |
| Geopolitik                                              |      |      |      |      |      |      |      |      |
| Korruption                                              |      |      |      |      | L    |      |      |      |
| Verbreitung von Massenvernichtungswaffen                |      |      |      |      |      |      | I    |      |
| Geopolitische Konflikte                                 |      |      |      |      | I    |      |      |      |
| Globale Regierungsschwächen                             |      |      | L    | L    |      |      |      |      |
| Instabilität des mittleren Ostens                       |      | L    |      |      |      |      |      |      |
| Gescheiterte und scheiternde Staaten                    |      | L    |      |      |      |      |      |      |
| Zwischenstaatliche und Bürgerkriege                     | I    |      |      |      |      |      |      |      |
| Soziales                                                |      |      |      |      |      |      |      |      |
| Krisen der Wasserversorgung                             |      |      |      |      |      | L/I  | L/I  |      |
| Missmanagement der Alterung der Bevölkerung             |      |      |      |      |      |      | L    |      |
| Krisen durch Nahrungsmittelknappheit                    |      |      |      |      |      | I    | I    |      |
| Chronische Krankheiten                                  | L    | L    | L/I  | L/I  |      |      |      |      |
| Pandemien                                               | I    | I    |      |      |      |      |      |      |
| Technologie                                             |      |      |      |      |      |      |      |      |
| Cyber-Angriffe                                          |      |      |      |      |      | L    |      | L    |
| Zusammenbruch der kritischen Informations-Infrastruktur | L    |      |      |      |      |      |      | I    |